# Süd-Ost-Leitung
Die Süd-Ost-Leitung (SOL) ist eine Erdgaspipeline, die südlich von Graz in Weitendorf von der Trans Austria Gasleitung (TAG) abzweigt und nach Straß zur österreichisch-slowenischen Grenze verläuft.
Sie ging 1978 in Betrieb und ist zur Versorgung von Kroatien und Slowenien mit Erdgas bestimmt, hat eine Nennweite von 500 Millimeter und eine Länge von 29 Kilometern. Die Leitung ist Teil des Pipelinenetzes von Gas Connect Austria.